# Josef Watzka
Josef Watzka (14. března 1826 Česká Lípa – 26. dubna 1899) byl rakouský a český právník a politik německé národnosti, v 2. polovině 19. století poslanec Říšské rady.

## Biografie
Vystudoval práva na Karlo-Ferdinandově univerzitě v Praze. Druhé rigorózum složil roku 1849. Od roku 1870 působil jako okresní soudce v Horní Blatné, od roku 1874 v Boru. V období let 1879–1890 působil jako rada zemského soudu u krajského soudu v Chebu.
V zemských volbách v roce 1870 byl zvolen na Český zemský sněm za kurii venkovských obcí, obvod Jáchymov, Horní Blatná. Mandát zde obhájil v zemských volbách v roce 1872. Zemský sněm ho roku 1872 delegoval i do Říšské rady (celostátní parlament, volený nepřímo zemskými sněmy). Složil slib 10. května 1872. Patřil do tzv. Ústavní strany, která se profilovala liberálně, centralisticky a provídeňsky. V jejím rámci náležel k staroliberálnímu křídlu. V prvních přímých volbách do Říšské rady roku 1873 ho v kurii venkovských obcí (obvod Karlovy Vary, Jáchymov atd.) porazil mladoliberální kandidát Wenzl Löffler.